# Jan Kavan (sochař)
Jan Kavan (26. května 1905 Praha – 7. června 1986 Praha) byl český sochař a pedagog.

## Život

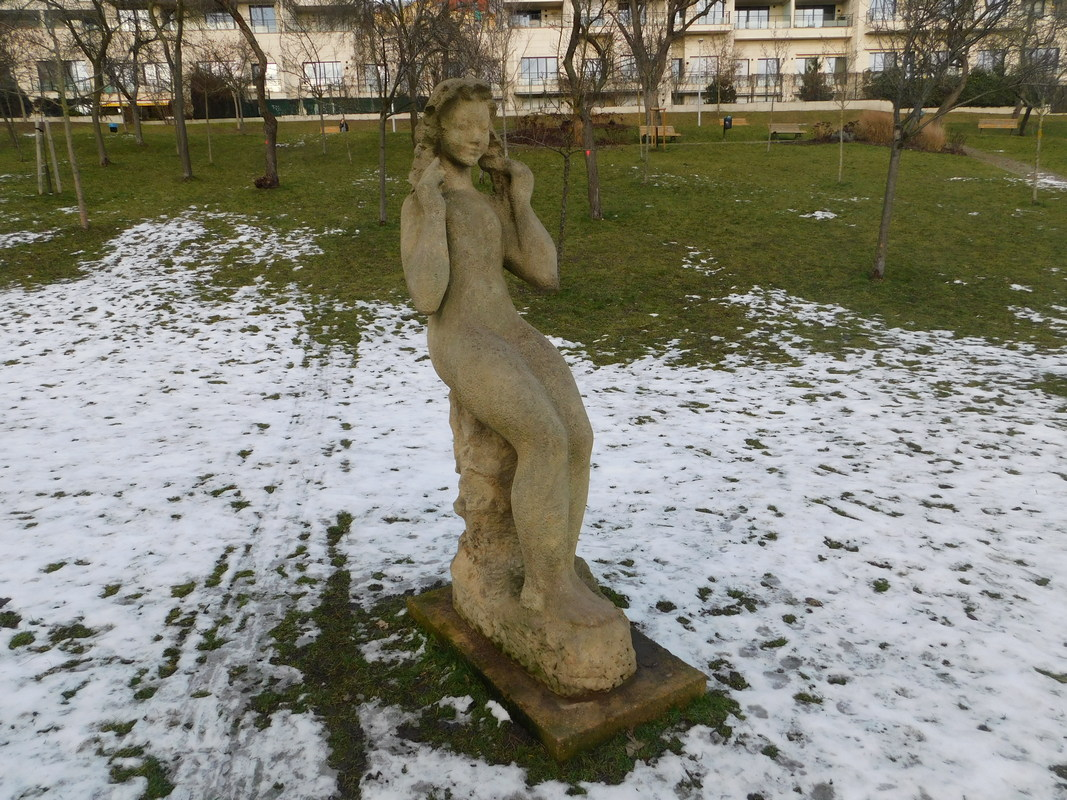
Alegorie jara - Kajetánka, Praha

Narodil se roku 1905 v Praze Holešovicích, kde prožil dětství. Od roku 1911 navštěvoval Obecní pětitřídní chlapeckou školu v Holešovicích (v současné době Obchodní akademie Holešovice). Roku 1916 přešel na Státní české reálné gymnázium v Křemencově ulici, absolvoval 1924 na Státním reálném gymnasiu v Holešovicích-Bubnech. Roku 1925 studoval jako hospitant na Státní průmyslové škole sochařské a kamenické v Hořicích. V letech 1925–1933 studoval na Akademii výtvarných umění v Praze pod vedením profesora Bohumila Kafky. Další znalosti si doplňoval studijními pobyty ve Francii a Itálii.
Dne 14. července 1938 se oženil s Boženou Wondrákovou. V prosinci 1938 se stal řádným členem Spolku výtvarných umělců Mánes (SVU Mánes). Mezi lety 1946 až1949 působil jako pedagog na Střední uměleckoprůmyslové škole ve Zlíně. Zde se mu narodil syn Jan Kavan. Od roku 1951 pracoval na Vysoké škole uměleckoprůmyslové v Praze. V letech 1951 až 1957 byl profesorem, od roku 1966 působil osm let jako rektor.
Jan Kavan zemřel 7. června 1986 v Praze Troji.

## Dílo (výběr)
- Poprsí historika a archiváře Josefa Emlera, bronz (1948), v Panteonu Národního muzea v Praze [4]
- Účast v soutěžích, například na tumbu sv. Václava pro chrám Sv. Víta či na pomník Boženy Němcové.[2]
- V 70. a 80. letech četné oficiální objednávky pro veřejný prostor:
  - téma hrajících si dětí, například sousoší Hra, v Benšíkově ulici v Praze 5.[5]
  - sochy dívek a žen, rovněž v parcích a na dalších veřejných prostranstvích měst v ČR.

## Výstavy
Svými díly se zúčastnil řady kolektivních výstav.

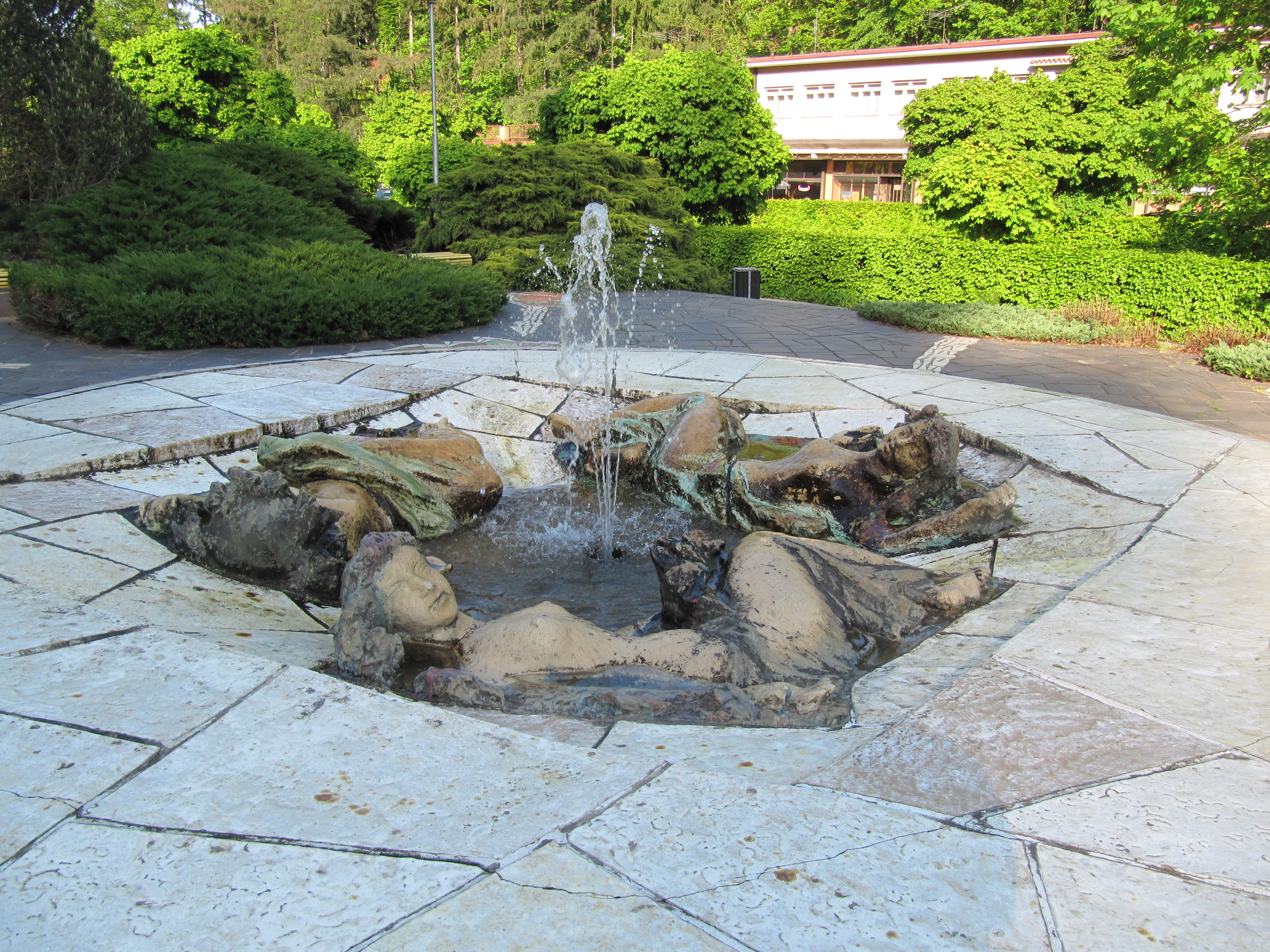
Bruselská fontána v Luhačovicích, původně vytvořená pro EXPO 1958

## Zajímavost
Jeho práce byla součástí sochařské události v umělecké soutěži na Letních olympijských hrách v roce 1932, kde kromě sportovců soutěžili i umělci.